# سایه‌گذر

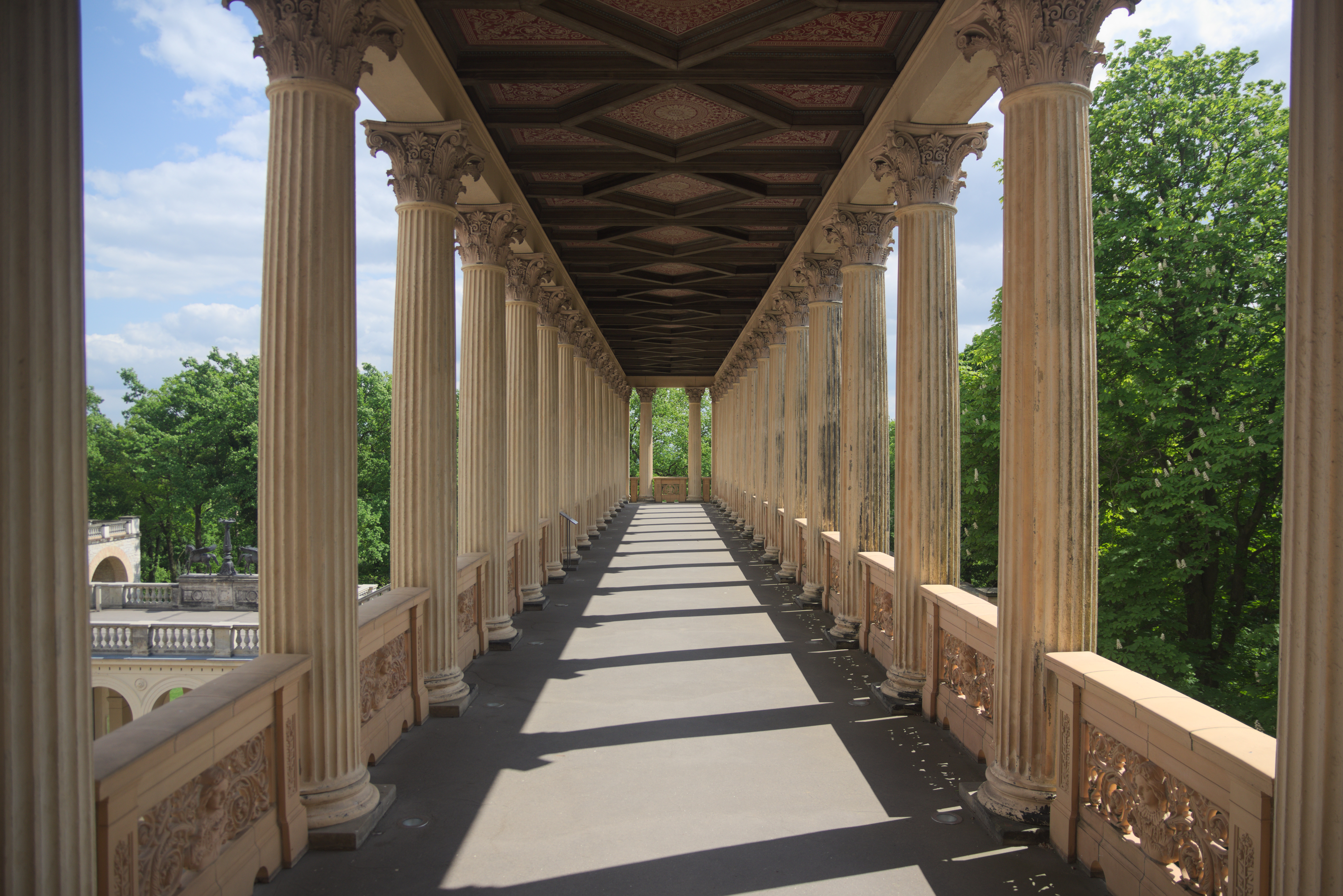
سایه‌گذری در بلوندر در کاخ پفینگستبرگ در آلمان

در معماری کلاسیک، یک سایه‌گذر در واقع یک سایه‌بان بزرگ است که از دنباله‌ای طولانی از ستون‌هایی تشکیل شده‌است که توسط اسپر، به هم پیوسته‌اند. معمولاً ستون‌ها به صورت جفت به کار می‌روند و یک پیاده‌رو را می‌پوشانند که مستقیم یا منحنی است. فضای محصور ممکن است پوشیده یا باز باشد. برای نمونه در میدان سنت پیتر در رم، سایه‌گذر برنیینی فضای بیضوی گسترده‌ای را محصور می‌کند.

## سایه‌گذرهای قابل توجه

### جهان باستان

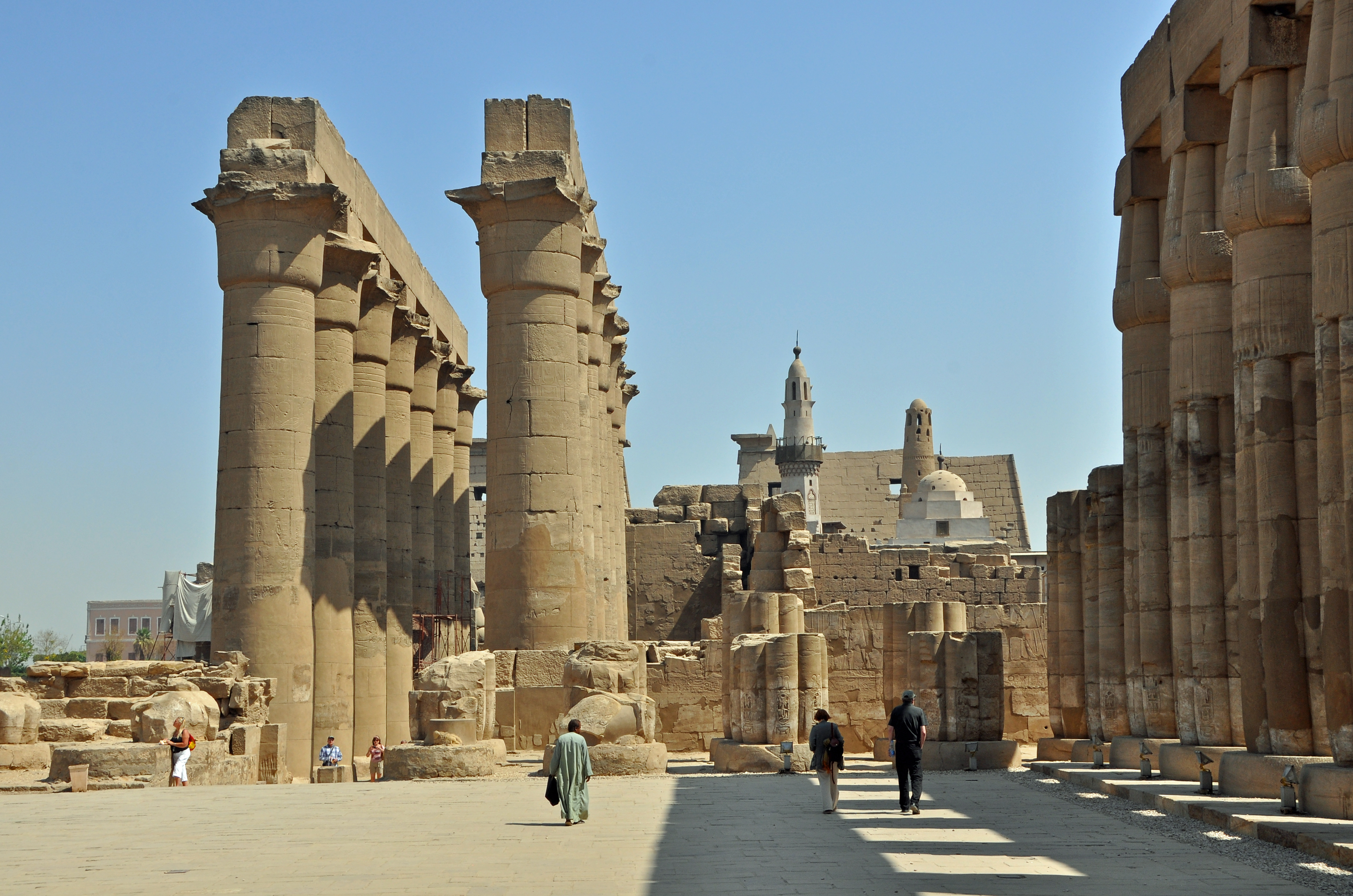
سایه‌گذرِ آمنهوتپ سوم در معبد الاقصر
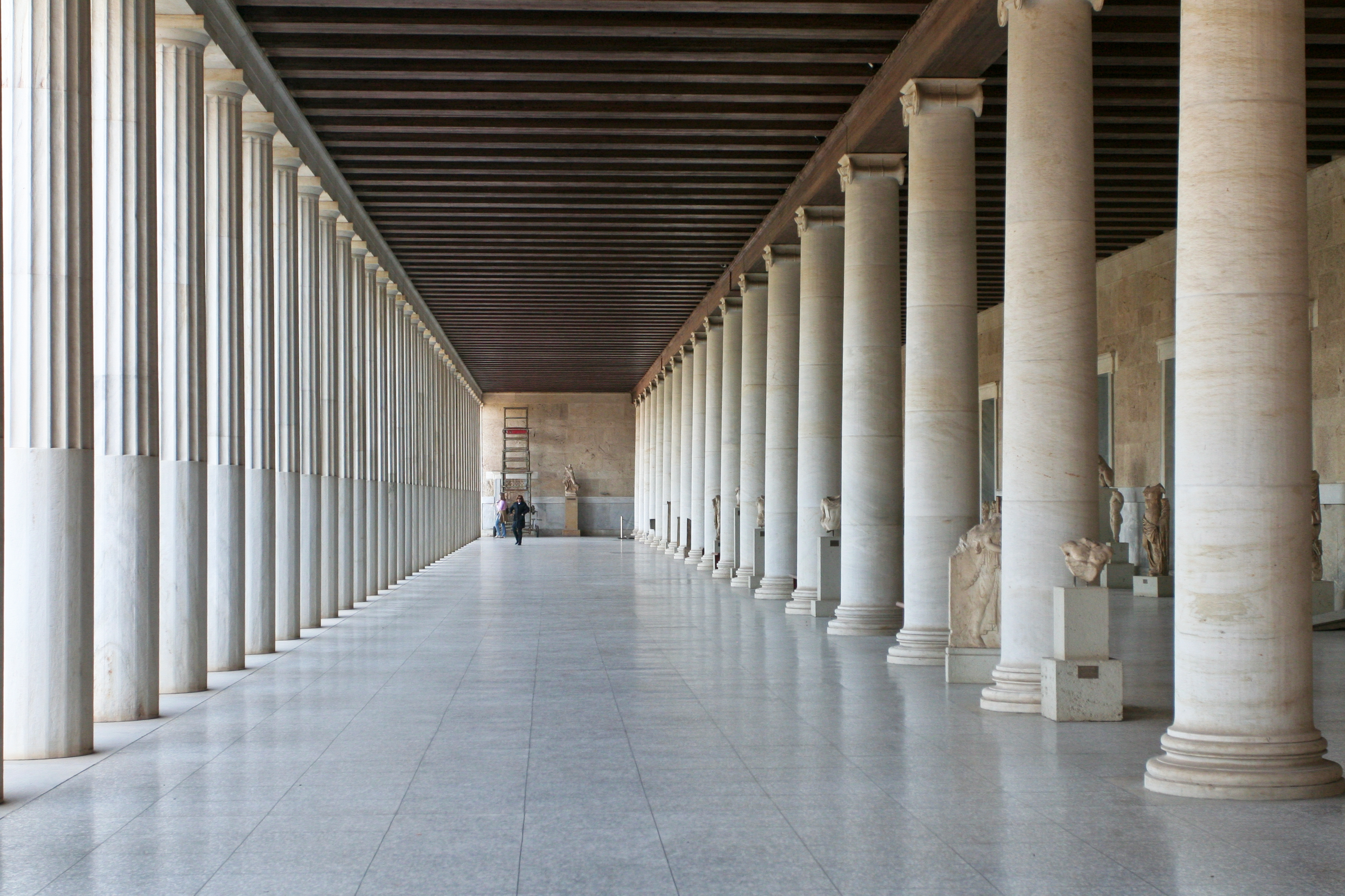
استوا آتالوس در بازسازی آگورای باستانی آتن
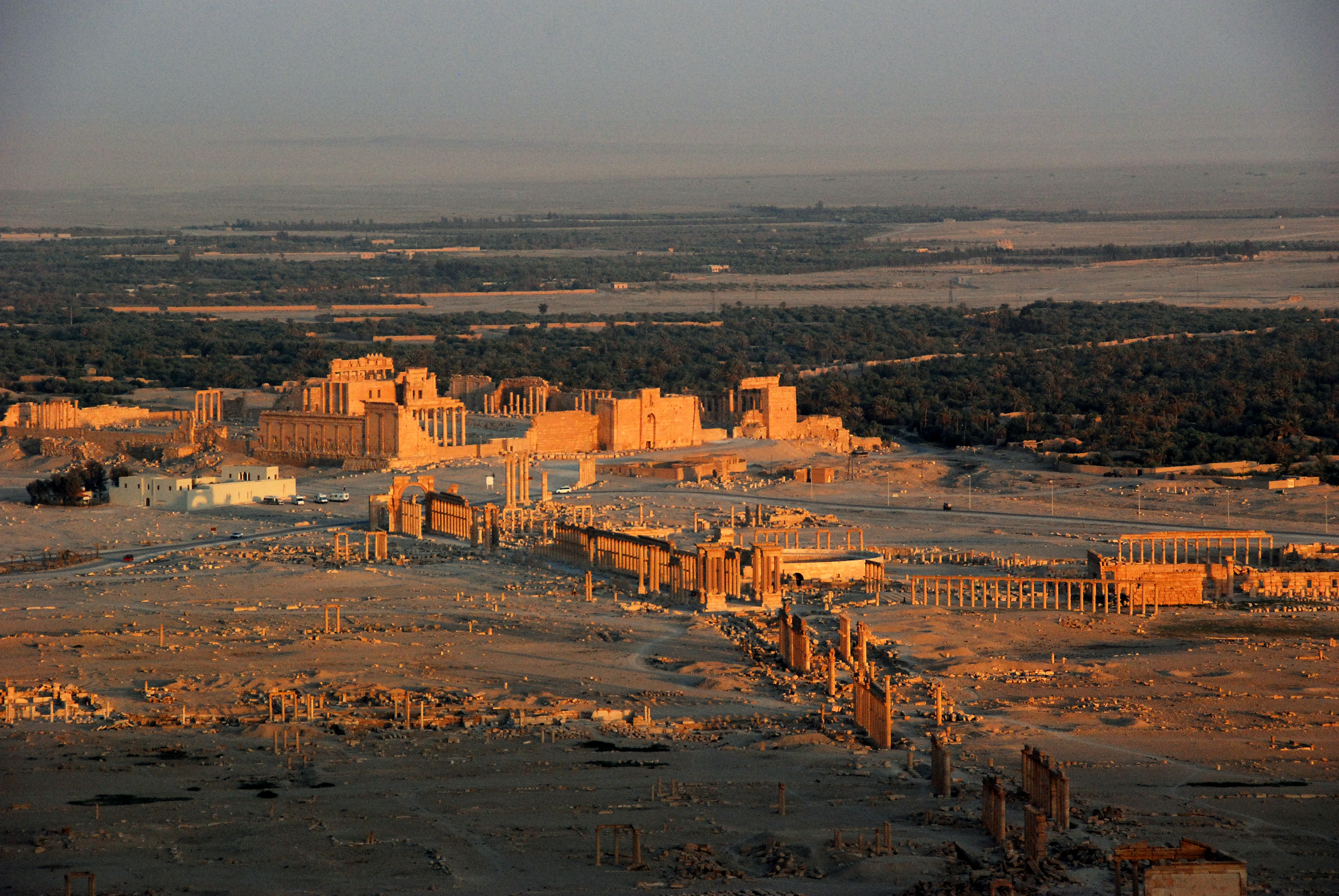
سایه‌گذرِ بزرگِ پالمیرا، سوریه
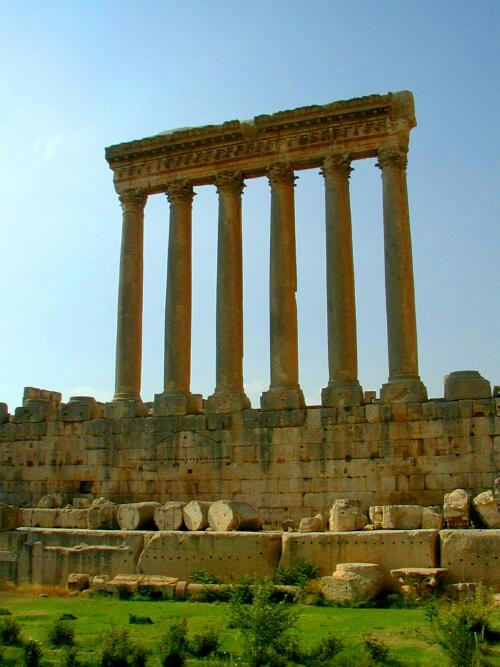
بعلبک ، لبنان
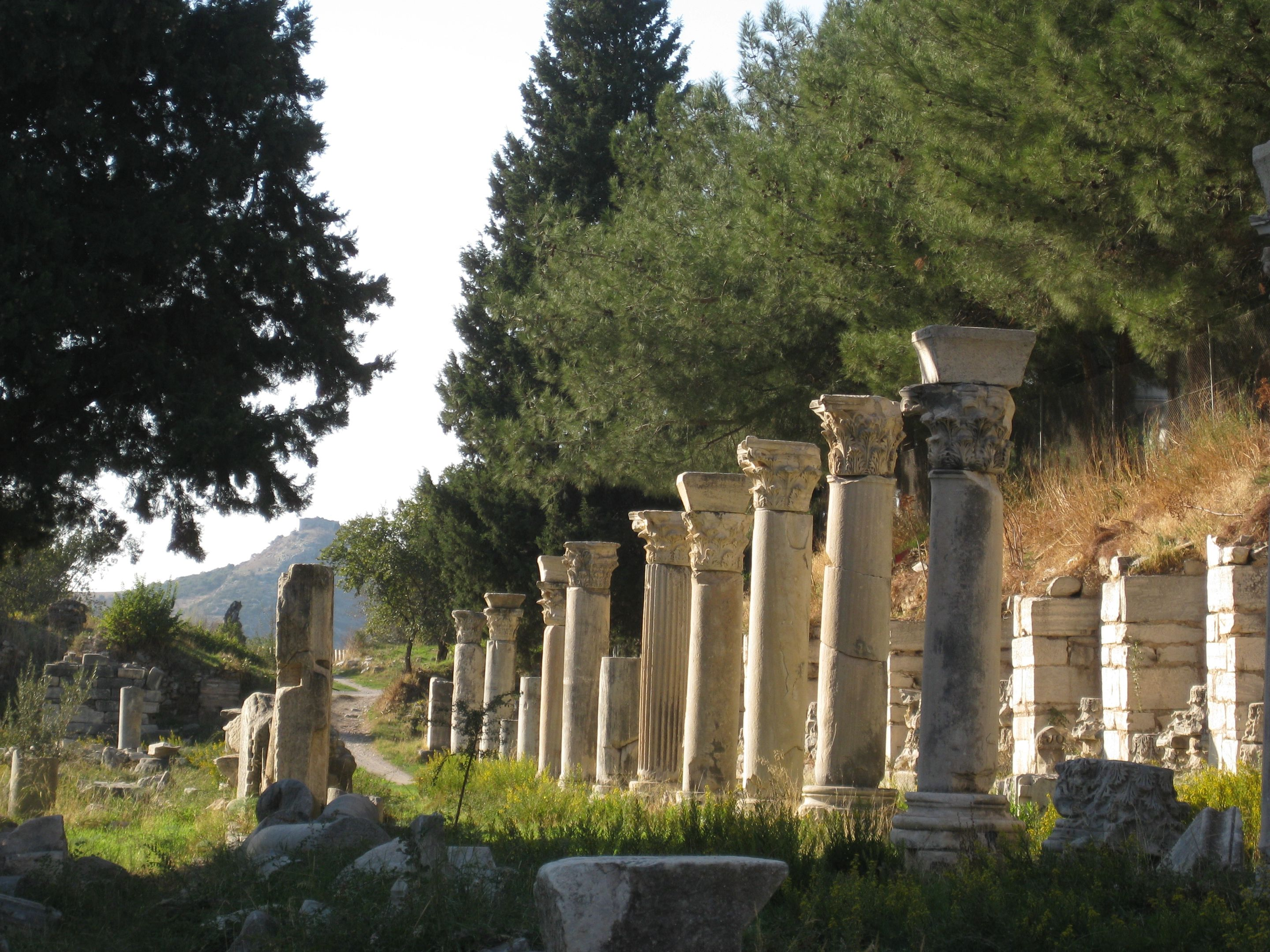
اِفِه‌سوس

### دوره رنسانس و باروک

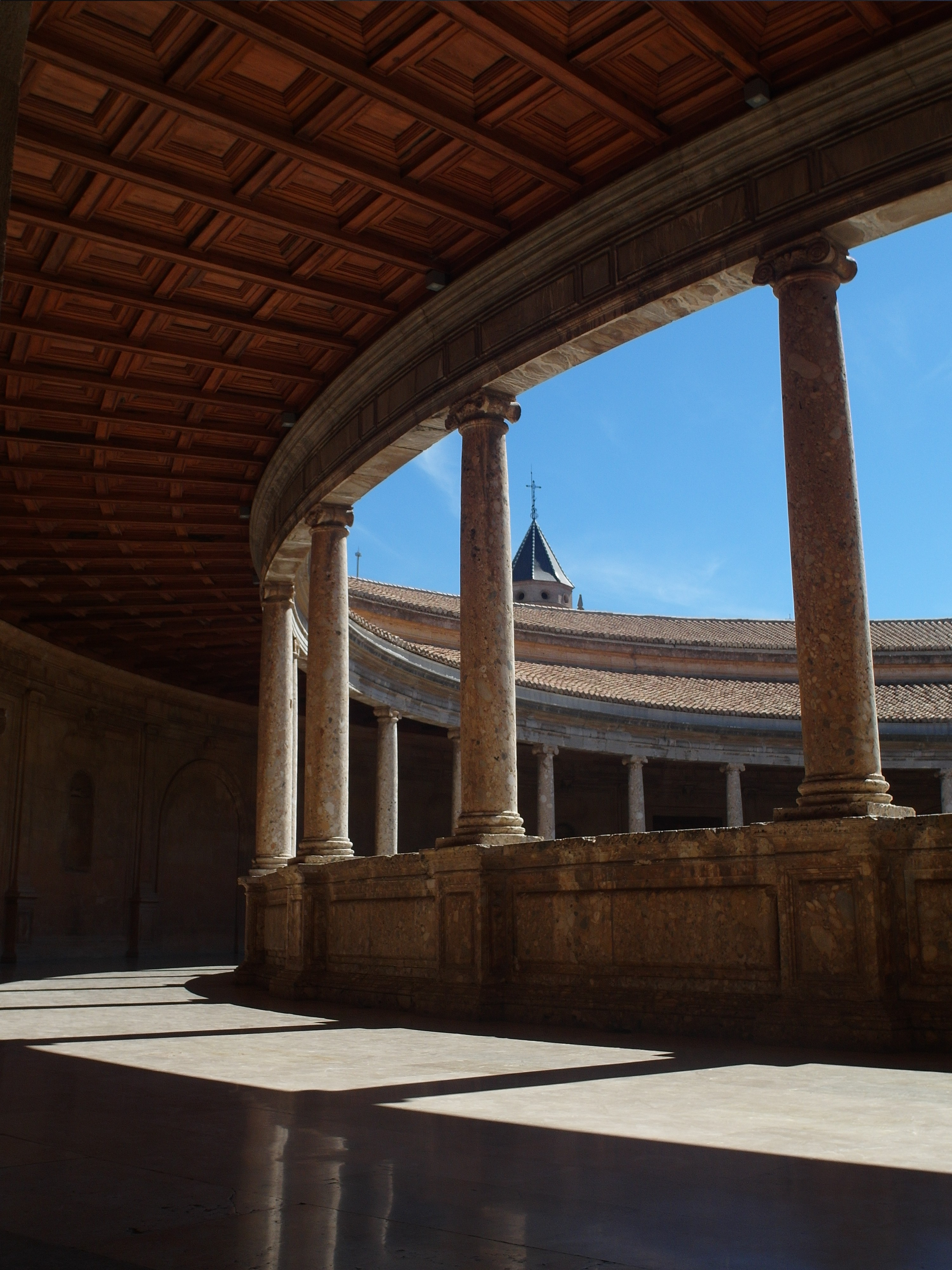
کاخ کارل پنجم ، گرانادا (۱۵۲۷)
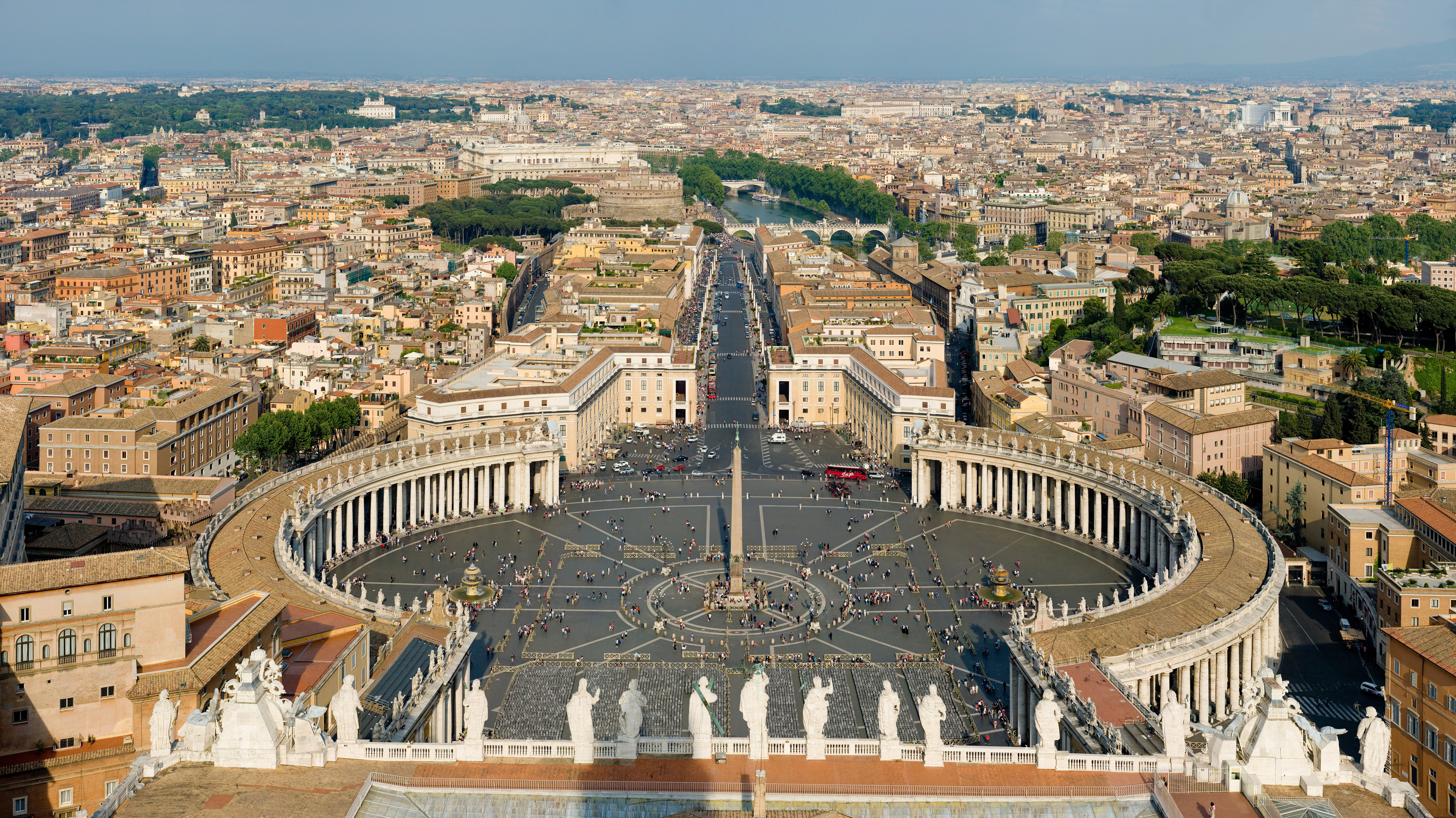
سایه‌گذر برنینی ، میدان سن پیترو ، شهر واتیکان (۱۶۶۰)
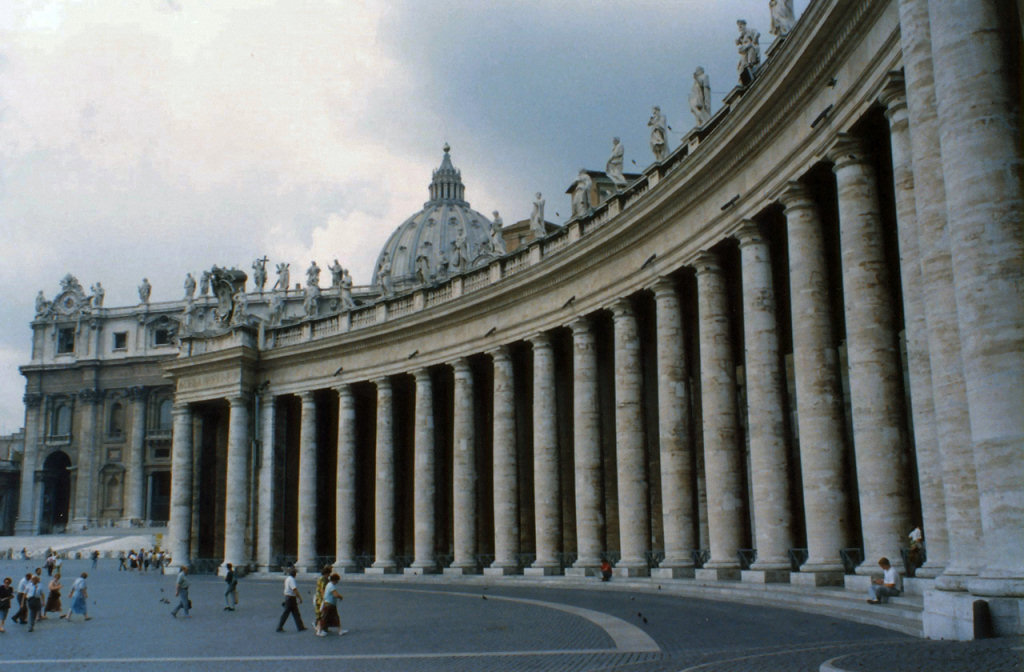
سایه‌گذر میدان سن پیترو
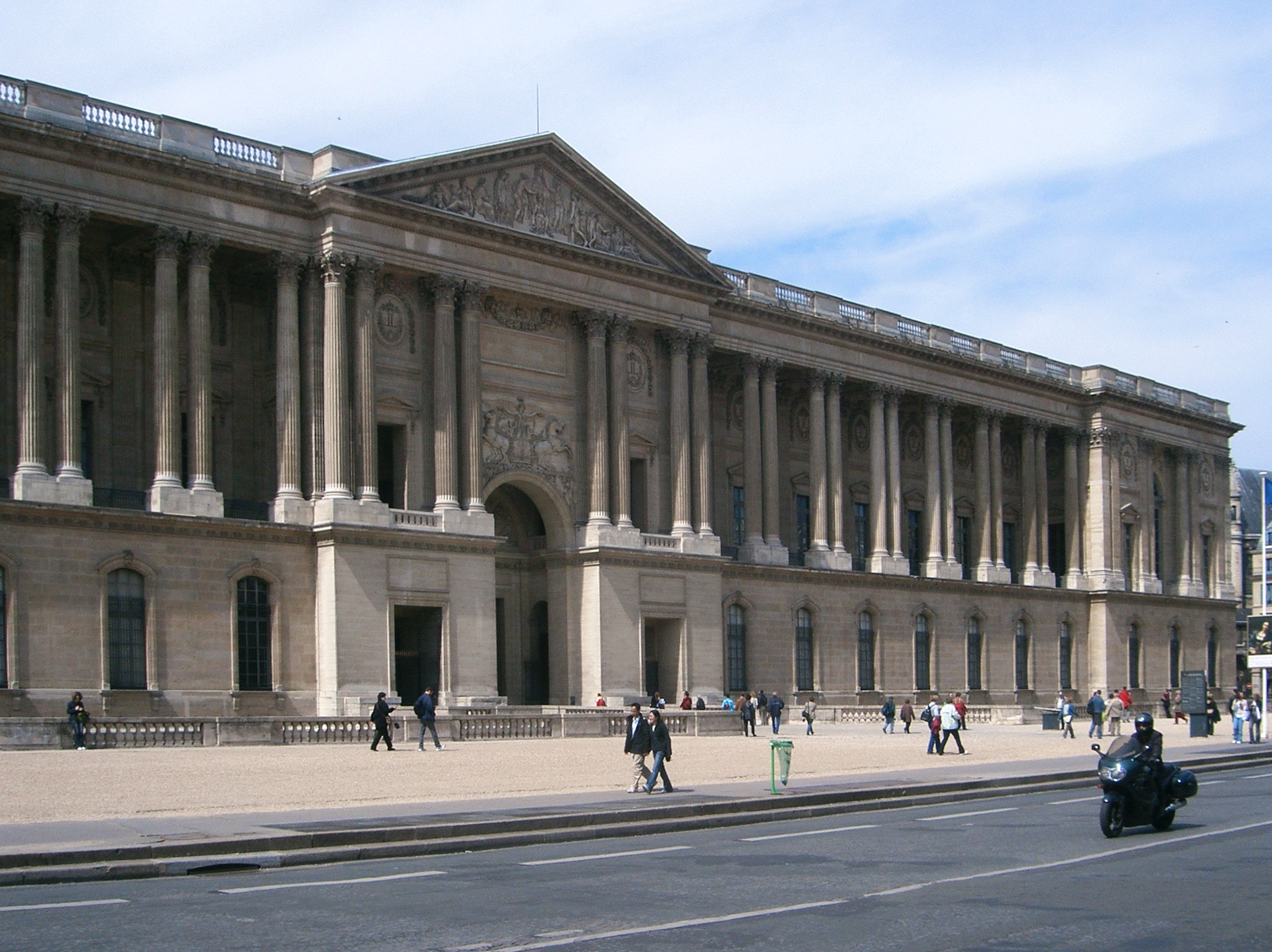
سایه‌گذر لوور ، پاریس (۱۶۷۰)

### نئوکلاسیک

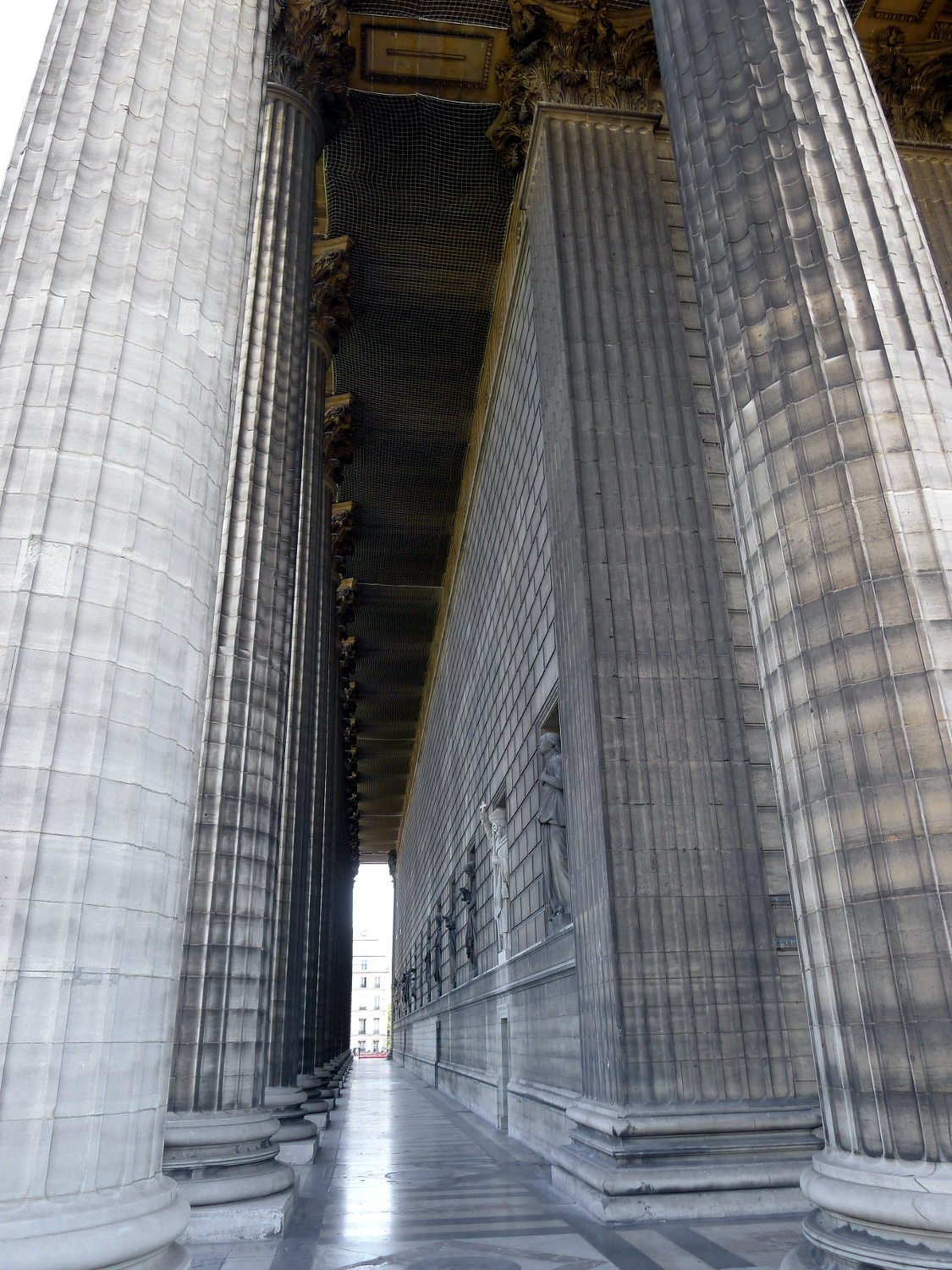
کلیسای لا مادلین، پاریس (سال ۱۸۴۲)
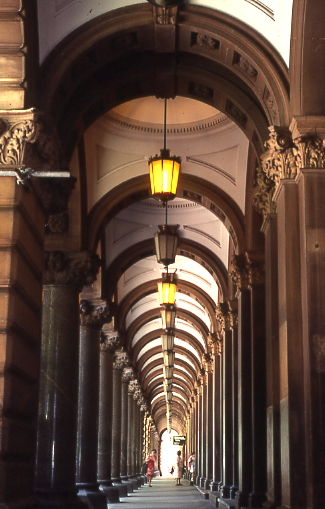
سایه‌گذر در دفتر پست عمومی، سیدنی (۱۸۹۰)
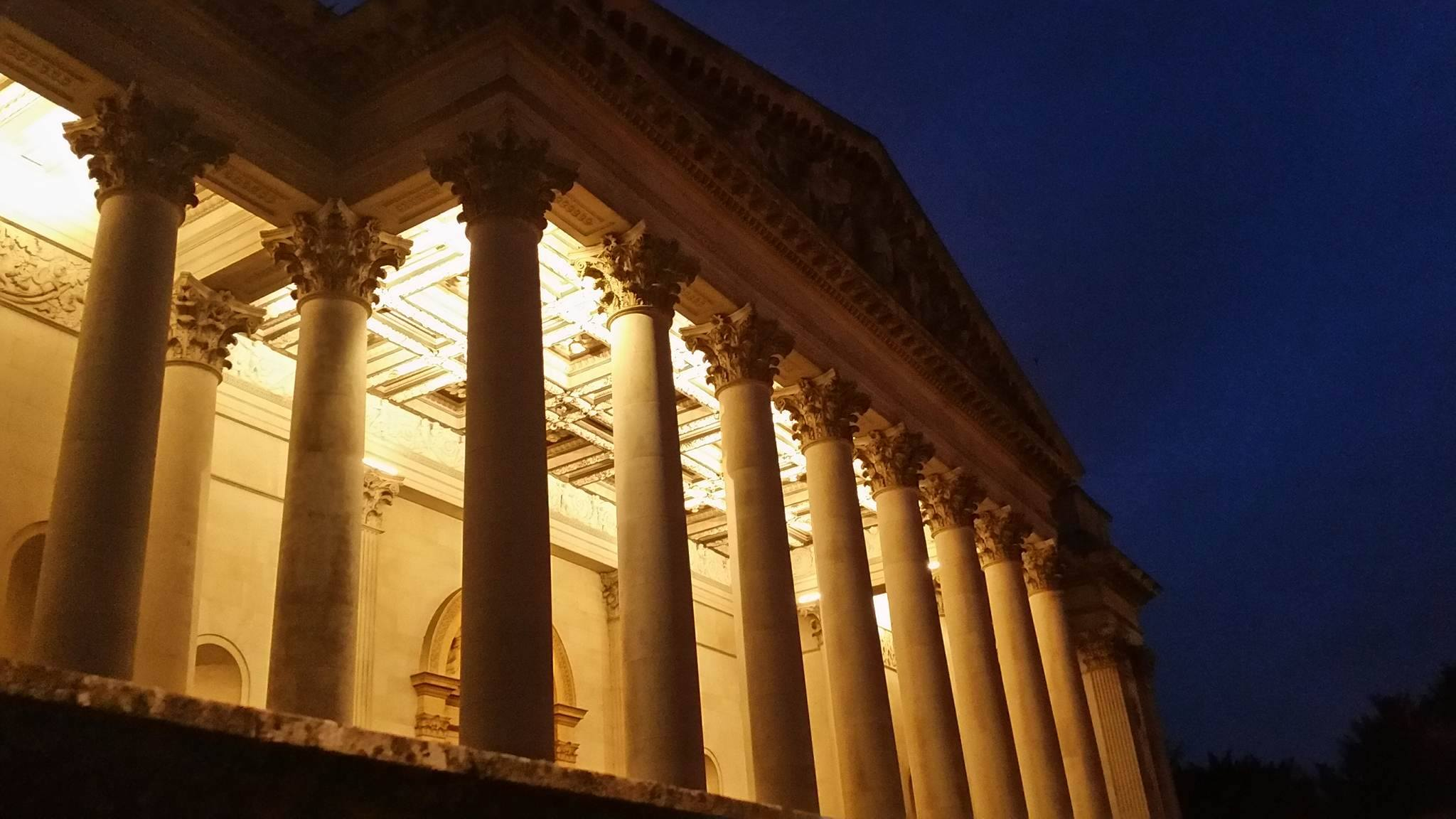
ورودی اصلی موزه فیتزویلیام، دانشگاه کمبریج (قرن نوزدهم)

### تعابیر مدرن

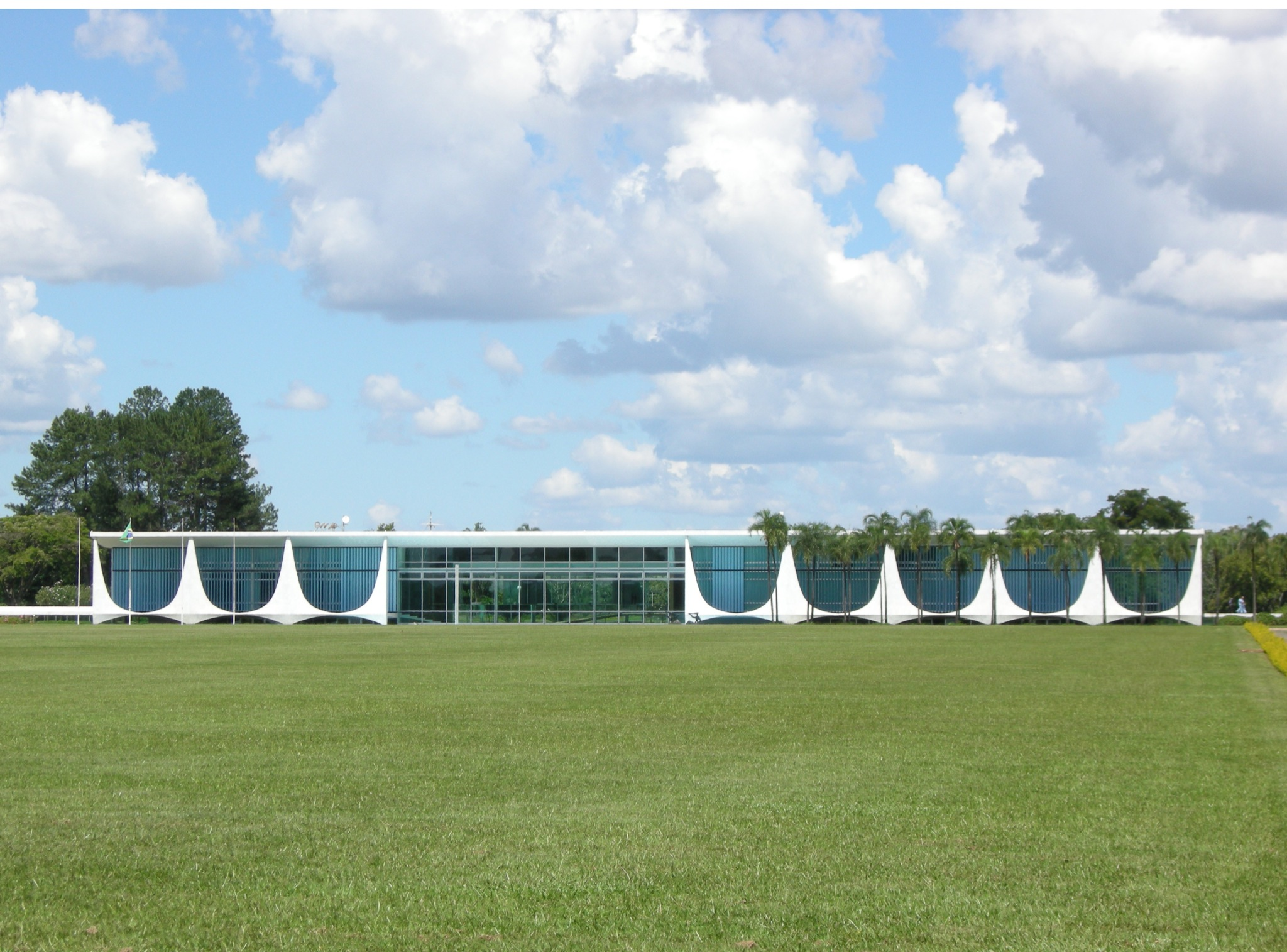
Palácio da Alvorada ، توسط اسکار نیمایر، در برزیلی، برزیل (۱۹۵۸)
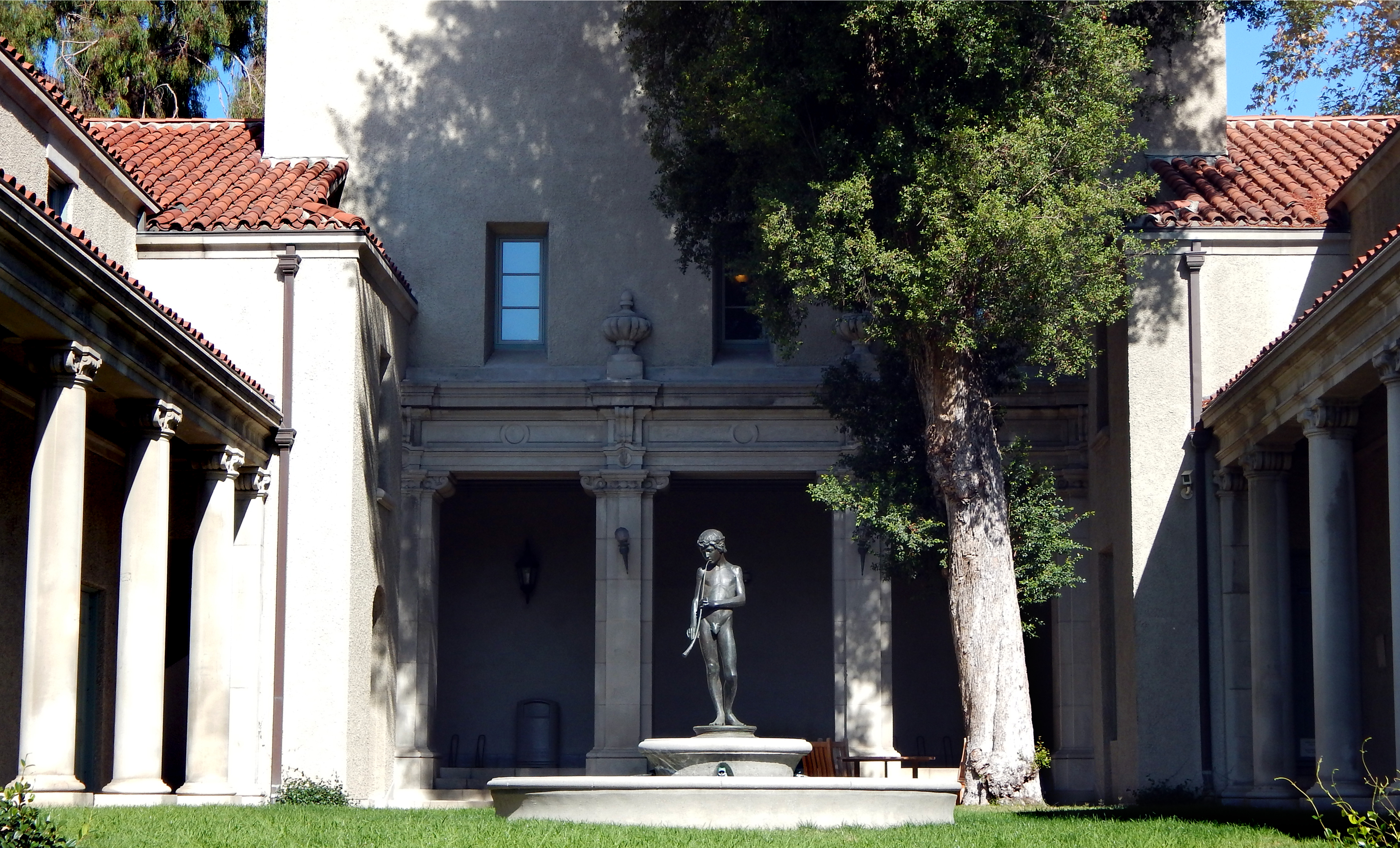
دادگاه لبوس، سالن بریج موسیقی، کالج پومونا، توسط میرون هانت در کلارمونت، کالیفرنیا، ایالات متحده (۱۹۱۵)
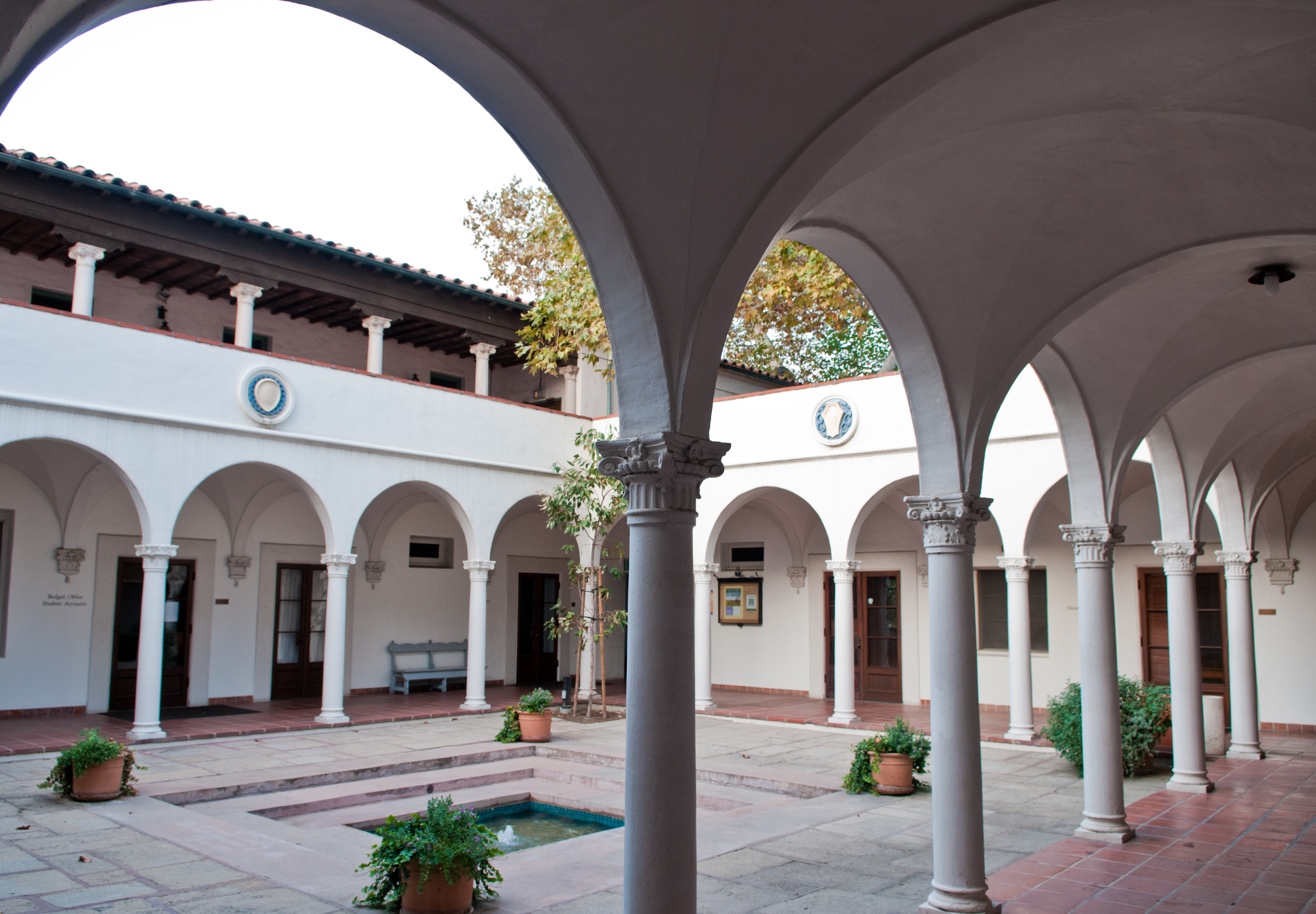
بالچ هال، کالج اسکریپس توسط سومنر هانت و گوردون کافمن در کلارمونت، کالیفرنیا، ایالات متحده (۱۹۲۹)